# Demoaufnahme
Eine Demoaufnahme (auch Demoband, Demotape, Demokassette, Demo-CD; kurz Demo; englisch show reel) ist in der Musik- und Filmindustrie eine Zusammenstellung von Arbeitsproben, die von Musikern oder Schauspielern für Musikproduzenten, Filmproduzenten oder Schallplattenfirmen hergestellt werden.

## Zweck
Hauptzweck ist die akustische oder optische Präsentation eines Künstlers oder eines Musikstückes als Muster. Während Demos von Musikern häufig reine Audioaufnahmen mittels Homerecording hergestellter Musikstücke sind, zeigen Showreels von Schauspielern meist Ausschnitte von Film- und Fernsehproduktionen, an denen die betreffenden Personen beteiligt waren. Sie werden zu Demonstrationszwecken an Agenturen, Veranstalter, Presse und Plattenfirmen verschickt oder im Internet präsentiert, um dem Empfänger einen ersten Eindruck von Fähigkeiten, Stil und Zuordnung eines Künstlers zu vermitteln. Musik-Demoaufnahmen werden von einigen Künstlern auch in Form selbstveröffentlichter Tonträger oder als Download direkt vertrieben.
Wo früher Musikkassetten, Audio-CDs und VHS-Videokassetten dominierten, werden Demoaufnahmen heute hauptsächlich in Form von Audiodatei, DVDs und Internetvideos verbreitet.

## Musikindustrie
Oftmals lassen Komponisten oder Texter von ihren neu geschaffenen Werken Demos anfertigen, um einem Musikverlag oder einer Plattenfirma eine Vorstellung davon zu vermitteln, inwieweit ihr Werk vermarktbar ist. Dazu können sie selbst ihr Musikstück aufnehmen oder lassen ein Demo im Tonstudio mit Studiomusikern anfertigen. Selbst die eingeschränkte klangliche Qualität der zuhause aufgenommenen Kompositionen vermittelt eine genaue Vorstellung, die eine Entscheidung über die Eignung für eine Studioproduktion mit anschließender Vermarktung zulässt. Auch in Bereichen am Rande des Musik-Mainstreams spielen Demos eine bedeutende Rolle, da viele Underground-Bands nicht die finanziellen Mittel besitzen, um in Studios ganze Alben aufzunehmen, und stattdessen oft Demos veröffentlichen, die auch Kultstatus erreichen können. Demos von Bands, die später Berühmtheit erlangen, erreichen oft einen erheblichen Sammlerwert.
Als Promotion-Demo wird ein Demo bezeichnet, das trotz vorhandenem Plattenvertrag aufgenommen wird, um der Plattenfirma schon vorab eine Hörprobe zur Verfügung zu stellen. Der Begriff „Promotion“ ist dabei verwirrend, da auch ein Demo einer Band, die noch keinen Vertrag hat, zu Promotionszwecken dient. Autoren, die über einen Vertrag mit einem Musikverlag verfügen, stellen diesem Promotions-Demos zur Verfügung, damit der Verlag neue Stücke interessierten Interpreten oder deren Produzenten vorspielen kann. Bei verschiedenen bekannten Künstlern wie beispielsweise Bob Dylan und Bruce Springsteen sind über diesen Weg Aufnahmen von Stücken in Umlauf geraten, die auf keinem regulär erschienenen Album enthalten sind. Aus diesem Grunde sind solche Bootlegs bei Sammlern sehr umstritten. Als The Bootleg Series Vol. 9 – The Witmark Demos: 1962–1964 erschien im Oktober 2010 ein Album von Demoaufnahmen von Dylan, die dieser für seine ersten beiden Musikverlage Leeds Music und M. Witmark & Sons zwischen 1962 und 1964 hergestellt hatte. Auf diese Weise gelangen Demoaufnahmen ausnahmsweise an die interessierte Öffentlichkeit, denn allgemein kursieren sie lediglich in der Musikindustrie und sind nicht zur Veröffentlichung vorgesehen.

## Film und Fernsehen
Für einen Schauspieler, der sich bei Film- und Fernsehproduktionen oder Schauspiel- bzw. Casting-Agenturen bewerben möchte, gehört ein aktuelles Demo zum branchenüblichen Bewerbungsmaterial. In diesem Zusammenhang spricht man meist von Showreels (engl. „show“ (Schau, Darbietung) und „reel“ (Filmrolle, Band)). Inhaltlich sind Showreels ansprechend aufbereitete Kollagen vieler, meist kurzer Szenen aus der eigenen Produktionspalette.
Als sogenannte Hausrolle sind Demos Eigenpräsentation von Filmproduktionsfirmen oder Werbeagenturen, die damit ihre bisherigen Arbeiten in Form von Kurzfilm-ähnlichen Videos einer Dauer von 2 bis 10 Minuten auf DVD oder im Internet veröffentlichen.